# Cryptandra craigiae
Cryptandra craigiae är en brakvedsväxtart som beskrevs av Barbara Lynette Rye. Cryptandra craigiae ingår i släktet Cryptandra och familjen brakvedsväxter. Inga underarter finns listade i Catalogue of Life.